# Стрмец (Литија)
Стрмец (словен. Strmec) је насељено место у општини Литија, Засавска регија, Словенија.

## Историја
До територијалне реорганизације у Словенији био је у саставу старе општине Литија.

## Становништво
У попису становништва из 2011. године, Стрмец је имао 35 становника.
| Број становника према пописима | Број становника према пописима | Број становника према пописима |
| ------------------------------ | ------------------------------ | ------------------------------ |
| 1991                           | 2002                           | 2011                           |
| 56                             | 43                             | 35                             |

Напомена: Године 1953. настала поделом некадашњег насеља Шент Ловренц које је укинуто.